# Italiaans voetbalelftal in 2013
Het Italiaans voetbalelftal speelde achttien interlands in het jaar 2013, waaronder zes duels in de kwalificatiereeks voor het WK voetbal 2014 in Brazilië. De selectie stond onder leiding van bondscoach Cesare Prandelli, de opvolger van de medio 2010 opgestapte Marcello Lippi. Op de in 1993 geïntroduceerde FIFA-wereldranglijst zakte Italië in 2013 van de vierde (januari 2013) naar de zevende plaats (december 2013).

## Balans
| Wedstrijden | Wedstrijden | Wedstrijden | Wedstrijden | Doelpunten | Doelpunten | Doelpunten | Punten |
| Gespeeld    | Winst       | Gelijk      | Verlies     | Voor       | Tegen      | Saldo      | Punten |
| ----------- | ----------- | ----------- | ----------- | ---------- | ---------- | ---------- | ------ |
| 18          | 6           | 10          | 2           | 32         | 25         | +7         | 1.222  |

## Interlands
|                                                                 |                   |       |                      |                                                                                    |
| 6 februari Vriendschappelijk № 738 «onderlinge duels» 20:30 uur | Nederland         | 1 – 1 | Italië               | Amsterdam Arena, Amsterdam Toeschouwers: 45.000 Scheidsrechter: Cüneyt Çakır (TUR) |
| 6 februari Vriendschappelijk № 738 «onderlinge duels» 20:30 uur | Jeremain Lens 33' |       | 90+1' Marco Verratti | Amsterdam Arena, Amsterdam Toeschouwers: 45.000 Scheidsrechter: Cüneyt Çakır (TUR) |

|                                                               |                    |       |                                          |                                                                                  |
| 21 maart Vriendschappelijk № 739 «onderlinge duels» 20:30 uur | Brazilië           | 2 – 2 | Italië                                   | Stade de Genève, Lancy Toeschouwers: 29.700 Scheidsrechter: Stephan Studer (SUI) |
| 21 maart Vriendschappelijk № 739 «onderlinge duels» 20:30 uur | Fred 33' Oscar 41' |       | 54' Daniele De Rossi 57' Mario Balotelli | Stade de Genève, Lancy Toeschouwers: 29.700 Scheidsrechter: Stephan Studer (SUI) |

|                                                                     |       |                                        |        |                                                                                        |
| 26 maart WK-kwalificatie Groep B № 740 «onderlinge duels» 20:00 uur | Malta | 0 – 2                                  | Italië | Ta' Qali Stadium, Ta' Qali Toeschouwers: 18.000 Scheidsrechter: Serdar Gözübüyük (NED) |
| 26 maart WK-kwalificatie Groep B № 740 «onderlinge duels» 20:00 uur |       | 8' Mario Balotelli 45' Mario Balotelli |        | Ta' Qali Stadium, Ta' Qali Toeschouwers: 18.000 Scheidsrechter: Serdar Gözübüyük (NED) |

|                                                             |                                                                             |       |            |                                                                                       |
| 31 mei Vriendschappelijk № 741 «onderlinge duels» 20:45 uur | Italië                                                                      | 4 – 0 | San Marino | Stadio Renato Dall'Ara, Bologna Toeschouwers: 20.000 Scheidsrechter: Marco Borg (MLT) |
| 31 mei Vriendschappelijk № 741 «onderlinge duels» 20:45 uur | Andrea Poli 28' Alberto Gilardino 34' Andrea Pirlo 51' Alberto Aquilani 80' |       |            | Stadio Renato Dall'Ara, Bologna Toeschouwers: 20.000 Scheidsrechter: Marco Borg (MLT) |

|                                                                   |          |       |        |                                                                                    |
| 7 juni WK-kwalificatie Groep B № 742 «onderlinge duels» 20:45 uur | Tsjechië | 0 – 0 | Italië | Generali Arena, Praag Toeschouwers: 18.235 Scheidsrechter: Svein Oddvar Moen (NOR) |
| 7 juni WK-kwalificatie Groep B № 742 «onderlinge duels» 20:45 uur |          |       |        | Generali Arena, Praag Toeschouwers: 18.235 Scheidsrechter: Svein Oddvar Moen (NOR) |

|                                                              |                                                    |       |                                               |                                                                                                |
| 11 juni Vriendschappelijk № 743 «onderlinge duels» 20:45 uur | Haïti                                              | 2 – 2 | Italië                                        | Estádio do Maracanã, Rio de Janeiro Toeschouwers: 45.000 Scheidsrechter: Marcelo de Lima (BRA) |
| 11 juni Vriendschappelijk № 743 «onderlinge duels» 20:45 uur | Olrish Saurel 85' (pen.) Jean-Philippe Peguero 90' |       | 1' Emanuele Giaccherini 72' Claudio Marchisio | Estádio do Maracanã, Rio de Janeiro Toeschouwers: 45.000 Scheidsrechter: Marcelo de Lima (BRA) |

| FIFA Confederations Cup |
| ----------------------- |

|                                                                            |                             |       |                                      |                                                                                              |
| 16 juni FIFA Confederations Cup Groep A № 744 «onderlinge duels» 16:00 uur | Mexico                      | 1 – 2 | Italië                               | Estádio do Maracanã, Rio de Janeiro Toeschouwers: 73.123 Scheidsrechter: Enrique Osses (CHI) |
| 16 juni FIFA Confederations Cup Groep A № 744 «onderlinge duels» 16:00 uur | Javier Hernández 34' (pen.) |       | 27' Andrea Pirlo 78' Mario Balotelli | Estádio do Maracanã, Rio de Janeiro Toeschouwers: 73.123 Scheidsrechter: Enrique Osses (CHI) |

|                                                                            |                                                               |       |                                                                                                 |                                                                                         |
| 19 juni FIFA Confederations Cup Groep A № 745 «onderlinge duels» 16:00 uur | Japan                                                         | 3 – 4 | Italië                                                                                          | Itaipava Arena Pernambuco, Recife Toeschouwers: 40.489 Scheidsrechter: Diego Abal (ARG) |
| 19 juni FIFA Confederations Cup Groep A № 745 «onderlinge duels» 16:00 uur | Keisuke Honda 21' (pen.) Shinji Kagawa 33' Shinji Okazaki 69' |       | 41' Daniele De Rossi 50' (e.d.) Atsuto Uchida 53' (pen.) Mario Balotelli 86' Sebastian Giovinco | Itaipava Arena Pernambuco, Recife Toeschouwers: 40.489 Scheidsrechter: Diego Abal (ARG) |

|                                                                            |                                        |       |                                                |                                                                                       |
| 22 juni FIFA Confederations Cup Groep A № 746 «onderlinge duels» 20:30 uur | Brazilië                               | 4 – 2 | Italië                                         | Arena Fonte Nova, Salvador Toeschouwers: 48.874 Scheidsrechter: Ravshan Irmatov (UZB) |
| 22 juni FIFA Confederations Cup Groep A № 746 «onderlinge duels» 20:30 uur | Dante 45' Neymar 55' Fred 66' Fred 89' |       | 51' Emanuele Giaccherini 71' Giorgio Chiellini | Arena Fonte Nova, Salvador Toeschouwers: 48.874 Scheidsrechter: Ravshan Irmatov (UZB) |

|                                                                                 | |       |                                                                                     |                                                                            |
| 27 juni FIFA Confederations Cup Halve finale № 747 «onderlinge duels» 20:00 uur | Italië | 0 – 0 | Spanje                                                                              | Castelão, Fortaleza Toeschouwers: 56.083 Scheidsrechter: Howard Webb (ENG) |
| 27 juni FIFA Confederations Cup Halve finale № 747 «onderlinge duels» 20:00 uur | |       |                                                                                     | Castelão, Fortaleza Toeschouwers: 56.083 Scheidsrechter: Howard Webb (ENG) |
| 27 juni FIFA Confederations Cup Halve finale № 747 «onderlinge duels» 20:00 uur | Strafschoppen |       |                                                                                     | Castelão, Fortaleza Toeschouwers: 56.083 Scheidsrechter: Howard Webb (ENG) |
| 27 juni FIFA Confederations Cup Halve finale № 747 «onderlinge duels» 20:00 uur | Antonio Candreva Alberto Aquilani Daniele De Rossi Sebastian Giovinco Andrea Pirlo Riccardo Montolivo Leonardo Bonucci | 6 – 7 | Xavi Andrés Iniesta Gerard Piqué Sergio Ramos Juan Mata Sergio Busquets Jesús Navas | Castelão, Fortaleza Toeschouwers: 56.083 Scheidsrechter: Howard Webb (ENG) |

|                                                                            |                                                                       |              |                                                                             |                                                                                       |
| 30 juni Confederations Cup Troostfinale № 748 «onderlinge duels» 17:00 uur | Uruguay                                                               | 2 – 2 (n.v.) | Italië                                                                      | Arena Fonte Nova, Salvador Toeschouwers: 43.382 Scheidsrechter: Djamel Haimoudi (ALG) |
| 30 juni Confederations Cup Troostfinale № 748 «onderlinge duels» 17:00 uur | Edinson Cavani 58' Edinson Cavani 78'                                 |              | 24' Davide Astori 73' Diamanti                                              | Arena Fonte Nova, Salvador Toeschouwers: 43.382 Scheidsrechter: Djamel Haimoudi (ALG) |
| 30 juni Confederations Cup Troostfinale № 748 «onderlinge duels» 17:00 uur | Strafschoppen                                                         |              |                                                                             | Arena Fonte Nova, Salvador Toeschouwers: 43.382 Scheidsrechter: Djamel Haimoudi (ALG) |
| 30 juni Confederations Cup Troostfinale № 748 «onderlinge duels» 17:00 uur | Diego Forlán Edinson Cavani Luis Suárez Martín Cáceres Walter Gargano | 2 – 3        | Alberto Aquilani Stephan El Shaarawy Mattia De Sciglio Emanuele Giaccherini | Arena Fonte Nova, Salvador Toeschouwers: 43.382 Scheidsrechter: Djamel Haimoudi (ALG) |

|  |  |  |  |  |  |  |  |  |

|                                                                  |                     |       |                                     |                                                                                   |
| 14 augustus Vriendschappelijk № 749 «onderlinge duels» 20:45 uur | Italië              | 1 – 2 | Argentinië                          | Olympisch Stadion, Rome Toeschouwers: 41.369 Scheidsrechter: Wolfgang Stark (GER) |
| 14 augustus Vriendschappelijk № 749 «onderlinge duels» 20:45 uur | Lorenzo Insigne 75' |       | 21' Gonzalo Higuaín 45' Éver Banega | Olympisch Stadion, Rome Toeschouwers: 41.369 Scheidsrechter: Wolfgang Stark (GER) |

|                                                              |                       |       |           |                                                                                         |
| 6 september WK-kwalificatie Groep B № 750 «onderlinge duels» | Italië                | 1 – 0 | Bulgarije | Stadio Renzo Barbera, Palermo Toeschouwers: 28.662 Scheidsrechter: Carlos Velasco (ESP) |
| 6 september WK-kwalificatie Groep B № 750 «onderlinge duels» | Alberto Gilardino 38' |       |           | Stadio Renzo Barbera, Palermo Toeschouwers: 28.662 Scheidsrechter: Carlos Velasco (ESP) |

|                                                               |                                                  |       |                 |                                                                                    |
| 10 september WK-kwalificatie Groep B № 751 «onderlinge duels» | Italië                                           | 2 – 1 | Tsjechië        | Juventus Stadium, Turijn Toeschouwers: 35.299 Scheidsrechter: Jonas Eriksson (SWE) |
| 10 september WK-kwalificatie Groep B № 751 «onderlinge duels» | Giorgio Chiellini 51' Mario Balotelli 54' (pen.) |       | 19' Libor Kozák | Juventus Stadium, Turijn Toeschouwers: 35.299 Scheidsrechter: Jonas Eriksson (SWE) |

|                                                                       |                                             |       |                                          |                                                                               |
| 11 oktober WK-kwalificatie Groep B № 752 «onderlinge duels» 20:15 uur | Denemarken                                  | 2 – 2 | Italië                                   | Parken, Kopenhagen Toeschouwers: 38.000 Scheidsrechter: Stéphane Lannoy (FRA) |
| 11 oktober WK-kwalificatie Groep B № 752 «onderlinge duels» 20:15 uur | Nicklas Bendtner 45+1' Nicklas Bendtner 79' |       | 28' Pablo Osvaldo 90+1' Alberto Aquilani | Parken, Kopenhagen Toeschouwers: 38.000 Scheidsrechter: Stéphane Lannoy (FRA) |

|                                                             |                                             |       |                                           |                                                                                    |
| 15 oktober WK-kwalificatie Groep B № 753 «onderlinge duels» | Italië                                      | 2 – 2 | Armenië                                   | Stadio San Paolo, Napels Toeschouwers: 60.240 Scheidsrechter: Michael Oliver (ENG) |
| 15 oktober WK-kwalificatie Groep B № 753 «onderlinge duels» | Alessandro Florenzi 24' Mario Balotelli 76' |       | 5' Joera Movsisjan 70' Henrich Mchitarjan | Stadio San Paolo, Napels Toeschouwers: 60.240 Scheidsrechter: Michael Oliver (ENG) |

|                                                                  |                   |       |                 |                                                                                                |
| 15 november Vriendschappelijk № 754 «onderlinge duels» 20:45 uur | Italië            | 1 – 1 | Duitsland       | Stadio Giuseppe Meazza, Milaan Toeschouwers: 60.240 Scheidsrechter: Olegário Benquerença (POR) |
| 15 november Vriendschappelijk № 754 «onderlinge duels» 20:45 uur | Ignazio Abate 28' |       | 8' Mats Hummels | Stadio Giuseppe Meazza, Milaan Toeschouwers: 60.240 Scheidsrechter: Olegário Benquerença (POR) |

|                                                                  |                                   |       |                                             |                                                                                   |
| 18 november Vriendschappelijk № 755 «onderlinge duels» 20:45 uur | Nigeria                           | 2 – 2 | Italië                                      | Craven Cottage, Londen Toeschouwers: 15.267 Scheidsrechter: Martin Atkinson (ENG) |
| 18 november Vriendschappelijk № 755 «onderlinge duels» 20:45 uur | Chinedu Dike 35' Shola Ameobi 40' |       | 12' Giuseppe Rossi 47' Emanuele Giaccherini | Craven Cottage, Londen Toeschouwers: 15.267 Scheidsrechter: Martin Atkinson (ENG) |

## FIFA-wereldranglijst
| JAN | FEB | MAR | APR | MEI | JUN | JUL | AUG | SEP | OKT | NOV | DEC |
| --- | --- | --- | --- | --- | --- | --- | --- | --- | --- | --- | --- |
| 4   | 5   | 5   | 8   | 8   | 8   | 6   | 6   | 4   | 8   | 7   | 7   |

## Statistieken
| Gianluigi Buffon     | 1978-01-28 | Juventus              | 15 | 0 | 0 | 138 | 0 |
| Salvatore Sirigu     | 1987-01-12 | Paris Saint-Germain   | 2  | 1 | 0 | 7   | 0 |
| Federico Marchetti   | 1983-02-07 | Lazio Roma            | 1  | 2 | 0 |     |   |
| Verdediging          |            |                       |    |   |   |     |   |
| Leonardo Bonucci     | 1987-05-01 | Juventus              | 10 | 1 | 0 | 35  | 2 |
| Giorgio Chiellini    | 1984-08-14 | Juventus              | 10 | 0 | 2 |     |   |
| Christian Maggio     | 1982-02-11 | SSC Napoli            | 9  | 2 | 0 |     |   |
| Ignazio Abate        | 1986-11-12 | AC Milan              | 8  | 2 | 1 |     |   |
| Andrea Barzagli      | 1981-05-08 | Juventus              | 8  | 0 | 0 |     |   |
| Mattia De Sciglio    | 1992-10-20 | AC Milan              | 7  | 1 | 0 |     |   |
| Davide Astori        | 1987-01-07 | Cagliari              | 4  | 1 | 1 |     |   |
| Luca Antonelli       | 1987-02-11 | Genoa CFC             | 3  | 1 | 0 |     |   |
| Andrea Ranocchia     | 1988-02-16 | Internazionale        | 3  | 1 | 0 |     |   |
| Manuel Pasqual       | 1982-03-13 | AC Fiorentina         | 3  | 0 | 0 |     |   |
| Angelo Ogbonna       | 1988-05-23 | Juventus              | 2  | 2 | 0 |     |   |
| Federico Balzaretti  | 1981-12-06 | AS Roma               | 1  | 0 | 0 |     |   |
| Domenico Criscito    | 1986-12-30 | Zenit Sint-Petersburg | 1  | 0 | 0 |     |   |
| Lorenzo De Silvestri | 1988-05-23 | Sampdoria             | 1  | 0 | 0 |     |   |
| Davide Santon        | 1991-01-02 | Newcastle United      | 1  | 0 | 0 |     |   |
| Middenveld           |            |                       |    |   |   |     |   |
| Riccardo Montolivo   | 1985-01-18 | AC Milan              | 14 | 2 | 0 |     |   |
| Andrea Pirlo         | 1979-05-19 | Juventus              | 12 | 1 | 2 |     |   |
| Antonio Candreva     | 1987-02-28 | Lazio Roma            | 10 | 3 | 0 |     |   |
| Daniele De Rossi     | 1983-07-24 | AS Roma               | 10 | 1 | 2 |     |   |
| Claudio Marchisio    | 1986-01-19 | Juventus              | 8  | 2 | 1 |     |   |
| Alberto Aquilani     | 1984-07-07 | AC Fiorentina         | 5  | 6 | 2 |     |   |
| Thiago Motta         | 1982-08-28 | Paris Saint-Germain   | 4  | 1 | 0 |     |   |
| Alessandro Florenzi  | 1991-03-11 | AS Roma               | 1  | 2 | 1 |     |   |
| Andrea Poli          | 1989-09-29 | AC Milan              | 1  | 2 | 1 |     |   |
| Marco Verratti       | 1992-11-05 | Paris Saint-Germain   | 1  | 1 | 1 |     |   |
| Giacomo Bonaventura  | 1989-08-22 | Atalanta Bergamo      | 1  | 0 | 0 |     |   |
| Marco Parolo         | 1985-01-25 | Parma                 | 0  | 1 | 0 |     |   |
| Aanval               |            |                       |    |   |   |     |   |
| Mario Balotelli      | 1990-08-12 | AC Milan              | 10 | 3 | 7 |     |   |
| Emanuele Giaccherini | 1985-08-05 | Sunderland            | 9  | 3 | 3 |     |   |
| Alberto Gilardino    | 1982-07-05 | Genoa CFC             | 5  | 5 | 2 |     |   |
| Alessandro Diamanti  | 1983-05-02 | Bologna FC            | 5  | 4 | 1 |     |   |
| Pablo Osvaldo        | 1986-01-12 | Juventus              | 5  | 2 | 1 |     |   |
| Stephan El Shaarawy  | 1992-10-27 | AC Milan              | 4  | 3 | 0 |     |   |
| Lorenzo Insigne      | 1991-06-04 | SSC Napoli            | 2  | 1 | 1 |     |   |
| Alessio Cerci        | 1987-07-23 | Torino                | 1  | 8 | 0 |     |   |
| Giuseppe Rossi       | 1987-02-01 | AC Fiorentina         | 1  | 1 | 1 |     |   |
| Sebastian Giovinco   | 1987-01-26 | Juventus              | 0  | 3 | 1 |     |   |
| Marco Sau            | 1987-11-03 | Cagliari              | 0  | 1 | 0 |     |   |